# Levasseur PL 4
Le Levasseur PL 4 est un avion de reconnaissance embarqué français des années 1920 produit par le constructeur aéronautique Pierre Levasseur.
Ce biplan a été utilisé sur le porte-avions Béarn à partir de mai 1928. Il dispose d'un fuselage dit « marin » en bois : il avait la possibilité de larguer son train d’atterrissage et d’amerrir grâce à une coque profilée. Toutefois, ce n’était pas un hydravion proprement dit, ne pouvant redécoller. Il s'agit du premier avion embarqué en service courant dans l’aéronavale française.

## Variante
L'Oiseau blanc de Charles Nungesser et François Coli est directement dérivé du PL.4.